# ريجينا بافوسكا
ريجينا بافوسكا (22 سبتمبر 1935 - 19 أبريل 2021) عالمة لغويات وفيلسوفة بولندية. كانت أستاذة في جامعة غدانسك. حصلت على وسام بولونيا ريستيتوتا من قبل الرئيس برونيسواف كوموروفسكي في عام 2012.
توفيت بافوسكا في 19 أبريل 2021 عن عمر يناهز 85 عامًا.